# Autopista Fidel Castro
La Autopìsta Fidel Castro, también conocida como Estrada Complementar nº 100-1 ( EC-100-1 ) y Vía Expressa Cabolombo-Viana-Cacuaco,  es una autopista de 54,4 kilómetros de longitud que permite circunvalar la ciudad de Luanda por el este, conectando las principales vías troncales de la Región Metropolitana de Luanda, creando rutas alternativas  para las congestionadas vías urbanas de la metrópoli y facilitando la conexión con el puerto de Luanda. 
Construida entre 2007 y 2011, ha sido renovada y ampliada varias veces desde su inauguración, dispone de tres carriles por sentido en su totalidad y seis enlaces, los más importantes con las carreteras EN-100 y EN-230. Sus puntos extremos son la ciudad de Cacuaco, al norte, y las ciudades de Talatona y Belas, al sur.
Si se considera una prolongación de la EN-100, la autopista puede entenderse como una circunvalación que rodea el núcleo más rico y densamente poblado de la Región Metropolitana de Luanda. Es una de las principales vías del país, permitiendo el flujo de tráfico por los municipios de Belas, Viana y Cacuaco.
Lleva el nombre del fallecido presidente cubano Fidel Castro, que ayudó en el proceso de descolonización de Angola, así como en el establecimiento del propio Estado angoleño en el período posterior a su independencia. 